# يوهان لودفيغ كريست
يوهان لودفيغ كريست (بالألمانية: Johann Ludwig Christ)‏ هو نحال وعالم حشرات وعالم نبات ألماني، ولد في 18 أكتوبر 1739 في أورينغين في ألمانيا، وتوفي في 18 نوفمبر 1813 في كرونبرج إم تانوس في ألمانيا.